# Klaus Hagerup
Klaus Hagerup född 5 mars 1946 i Oslo, död 20 december 2018, var en norsk författare, skådespelare och regissör.
Hagerup debuterade med diktsamlingen Slik tenker jeg på dere 1969. Han är emellertid mest känd för boken Markus og Diana från 1994.
Hagerup arbetade vid Den Nationale Scene (1968–1969), senare bland annat vid Nationaltheateret och Hålogaland Teater, både som skådespelare, dramaturg och författare. Han har också medverkat i filmer, men är mer känd som dramatiker för radioteater och teaterscenen samt som ungdomsboksförfattare med en rad populära titlar. 1988 skrev han biografin Alt er så nær meg om sin mor, poeten Inger Hagerup. Klaus Hagerup har mottagit flera litterära priser för sina böcker. Flera av hans texter har blivit tonsatta av Sverre Kjelsberg, bland annat Ellinors vise.
Han är far till författaren Hilde Hagerup.

## Priser och utmärkelser
- 1979 – Kultur- och kyrkodepartementets priser för barn- och ungdomslitteratur för I denne verden er alt mulig
- 1989 – Kritikerpriset för Landet der tiden var borte
- 1990 – Sonja Hagemanns barn- och ungdomsbokspris för Høyere enn himmelen
- 1992 – Kultur- och kyrkodepartementets priser för barn- och ungdomslitteratur för I går var i dag i morgen
- 1994 – Bokhandlarpriset för Markus og Diana og lyset fra Sirius
- 1994 – Bragepriset för Markus og Diana og lyset fra Sirius
- 2003 – Arks barnbokspris för Markus og Sigmund
- 2004 – Riksmålsförbundets barn- och ungdomsbokspris